# Paris-Roubaix de 2015
A 113.ª edição da Paris-Roubaix, foi uma clássica ciclista que se disputou no domingo, 12 de abril de 2015 sobre um percurso de 253,5 km entre Compiègne e Roubaix.
No percurso passou por 27 setores de pavé, totalizando 52,7 km
Foi o 3º monumento da temporada ciclística e fez parte do UCI WorldTour de 2015, sendo a décima corrida do calendário de máxima categoria mundial.
A corrida marcou o adeus definitivo do britânico Bradley Wiggins com as cores da equipa Sky, quem centrar-se-á de aqui em mais na pista face aos Jogos olímpicos de Rio de Janeiro 2016.
O vencedor foi o alemão John Degenkolb, quem foi o mais rápido num sprint de 7 corredores que chegaram distânciados ao velódromo de Roubaix. Em segundo lugar entrou o checo Zdeněk Štybar e terceiro o belga Greg Van Avermaet.
Degenkolb ganhou assim seu segundo monumento da temporada já que se tinha imposto na Milão-Sanremo 3 semanas antes. Também transformou-se no segundo alemão em ganhá-la. O anterior tinha sido Josef Fischer, vencedor da primeira edição.

## Equipas participantes
Tomaram parte na corrida 25 equipas: os 17 UCI ProTeam (ao ter assegurada e ser obrigatória sua participação), mais 8 equipas Profissionais Continentais convidados pela organização.ref>Parcours Arquivado em 2 de setembro de  2016, no Wayback Machine. Página oficial</ref> A cada formação esteve integrada por 8 corredores, formando assim um pelotão de 200 ciclistas, dos que finalizaram 133.
| Equipa                            | Cód. UCI | Categoria                |
| --------------------------------- | -------- | ------------------------ |
| AG2R La Mondiale                  | ALM      | UCI ProTeam              |
| Astana Pro Team                   | AST      | UCI ProTeam              |
| BMC Racing Team                   | BMC      | UCI ProTeam              |
| Etixx-Quick Step                  | EQS      | UCI ProTeam              |
| FDJ                               | FDJ      | UCI ProTeam              |
| IAM Cycling                       | IAM      | UCI ProTeam              |
| Team Katusha                      | KAT      | UCI ProTeam              |
| Lampre-Merida                     | LAM      | UCI ProTeam              |
| Lotto-Soudal                      | LTS      | UCI ProTeam              |
| Movistar Team                     | MOV      | UCI ProTeam              |
| Orica GreenEDGE                   | OGE      | UCI ProTeam              |
| Team Sky                          | SKY      | UCI ProTeam              |
| Team Cannondale-Garmin            | TCG      | UCI ProTeam              |
| Tinkoff-Saxo                      | TCS      | UCI ProTeam              |
| Trek Factory Racing               | TFR      | UCI ProTeam              |
| Team Giant-Alpecin                | TGA      | UCI ProTeam              |
| Team Lotto NL-Jumbo               | TLJ      | UCI ProTeam              |
| Bora-Argon 18                     | BOA      | Profissional Continental |
| Bretagne-Séché Environnement      | BSE      | Profissional Continental |
| Cofidis, Solutions Crédits        | COF      | Profissional Continental |
| MTN Qhubeka                       | MTN      | Profissional Continental |
| Team Europcar                     | EUC      | Profissional Continental |
| Topsport Vlaanderen-Baloise       | TSV      | Profissional Continental |
| UnitedHealthcare Pro Cycling Team | UHC      | Profissional Continental |
| Wanty-Groupe Gobert               | WGG      | Profissional Continental |

## Setores de pavé

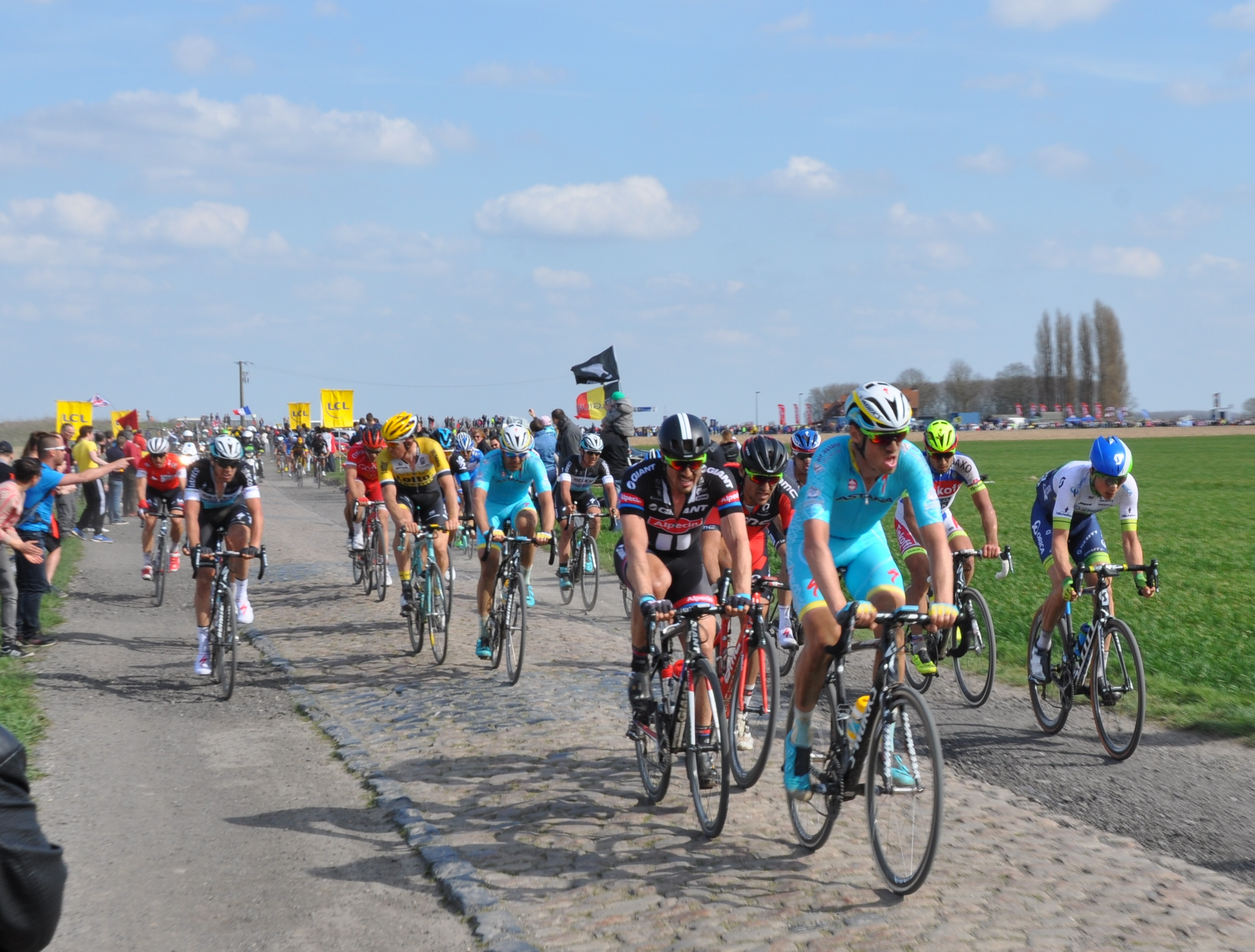
Lars Boom e John Degenkolb à frente do pelotão no setor de pavé de Gruson

Estes são os 27 setores de pavé que deveram transitar, para totalizar os 52,7 km.
| Setor | Quilómetro | Nome                                    | Comprimento (m) | Dificuldade       |
| 27    | 98,5       | Troisvilles-Inchy                       | 2200            | * · * · *         |
| 26    | 105        | Viesly-Quiévy                           | 1800            | * · * · *         |
| 25    | 107,5      | Quiévy-Saint-Python                     | 3700            | * · * · * · *     |
| 24    | 112,5      | Saint-Python                            | 1500            | * · *             |
| 23    | 120,5      | Vertain-Saint-Martin-sur-Écaillon       | 2300            | * · * · *         |
| 22    | 127        | Verchain-Maugré-Quérénaing              | 1600            | * · * · *         |
| 21    | 137,5      | Quérénaing-Maing                        | 2500            | * · * · *         |
| 20    | 141        | Maing-Monchaux-sur-Écaillon             | 1600            | * · * · *         |
| 19    | 154        | Haveluy-Wallers                         | 2500            | * · * · * · *     |
| 18    | 162        | Trouée de Arenberg                      | 2400            | * · * · * · * · * |
| 17    | 168        | Wallers-Hélesmes                        | 1600            | * · * · *         |
| 16    | 175        | Hornaing-Wandignies-Hamage              | 3700            | * · * · * · *     |
| 15    | 182,5      | Warlaing-Brillon                        | 2400            | * · * · *         |
| 14    | 186        | Tilloy-lez-Marchiennes-Sars-et-Rosières | 2400            | * · * · * · *     |
| 13    | 192,5      | Beuvry-la-Forêt-Orchies                 | 1400            | * · * · *         |
| 12    | 197,5      | Orchies                                 | 1700            | * · * · *         |
| 11    | 203,5      | Auchy-lez-Orchies-Bersée                | 2700            | * · * · * · *     |
| 10    | 209        | Mons-en-Pévèle                          | 3000            | * · * · * · * · * |
| 9     | 215        | Mérignies-Avelin                        | 700             | * · *             |
| 8     | 218        | Pont-Thibaut-Ennevelin                  | 1400            | * · * · *         |
| 7     | 224,5      | Moulin-de-Vertain                       | 500             | * · *             |
| 6-2   | 231        | Cysoing-Bourghelles                     | 1300            | * · * · * · *     |
| 6-1   | 233,5      | Bourghelles-Wannehain                   | 1100            | * · * · *         |
| 5     | 238        | Camphin-en-Pévèle                       | 1800            | * · * · * · *     |
| 4     | 240,5      | Carrefour de l'Arbre                    | 2100            | * · * · * · * · * |
| 3     | 243        | Gruson                                  | 1100            | * · *             |
| 2     | 249,5      | Willems-Hem                             | 1400            | * · *             |
| 1     | 256,5      | Roubaix                                 | 300             | *                 |
| Total | Total      | Total                                   | 52.700 m        | 52.700 m          |

## UCI World Tour
A Paris-Roubaix outorgou pontos para o UCI WorldTour de 2015, somente para corredores de equipas UCI ProTeam. A seguinte tabela corresponde ao barómetro de pontuação:
| Posição   | 1.º | 2.º | 3.º | 4.º | 5.º | 6.º | 7.º | 8.º | 9.º | 10.º |
| Pontuação | 100 | 80  | 70  | 60  | 50  | 40  | 30  | 20  | 10  | 4    |

## Classificação final
| Posição | Ciclista           | Equipa           | Tempo           | Pontos UCI |
| ------- | ------------------ | ---------------- | --------------- | ---------- |
| 1.º     | John Degenkolb     | Giant-Alpecin    | 5 h 49 min 51 s | 100        |
| 2.º     | Zdeněk Štybar      | Etixx-Quick Step | m.t.            | 80         |
| 3.º     | Greg Van Avermaet  | BMC              | m.t.            | 70         |
| 4.º     | Lars Boom          | Astana           | m.t.            | 60         |
| 5.º     | Martin Elmiger     | IAM              | m.t.            | 50         |
| 6.º     | Jens Keukeleire    | Orica GreenEDGE  | m.t.            | 40         |
| 7.º     | Yves Lampaert      | Etixx-Quick Step | a 7 s           | 30         |
| 8.º     | Luke Rowe          | Sky              | a 28 s          | 30         |
| 9.º     | Jens Debusschere   | Lotto-Soudal     | a 29 s          | 10         |
| 10.º    | Alexander Kristoff | Katusha          | a 31 s          | 4          |

| 11.º | Sep Vanmarcke       | Lotto NL-Jumbo      | a 31 s |
| 12.º | Bert De Backer      | Giant-Alpecin       | m.t.   |
| 13.º | Aleksejs Saramotins | IAM Cycling         | m.t.   |
| 14.º | Borut Božič         | Astana              | m.t.   |
| 15.º | Niki Terpstra       | Etixx-Quick Step    | m.t.   |
| 16.º | Andreas Schillinger | Bora-Argon 18       | m.t.   |
| 17.º | Florian Sénéchal    | Cofidis             | m.t.   |
| 18.º | Bradley Wiggins     | Sky                 | m.t.   |
| 19.º | Björn Leukemans     | Wanty-Groupe Gobert | m.t.   |
| 20.º | Grégory Rast        | Trek Factory Racing | m.t.   |